# Rajpura
Rajpura é uma cidade  no distrito de Patiala, no estado indiano de Punjab.

## Geografia
Rajpura está localizada a 30° 29′ N, 76° 36′ L. Tem uma altitude média de 259 metros (849 pés).

## Demografia
Segundo o censo de 2001, Rajpura tinha uma população de 82,551 habitantes. Os indivíduos do sexo masculino constituem 53% da população e os do sexo feminino 47%. Rajpura tem uma taxa de literacia de 74%, superior à média nacional de 59.5%: a literacia no sexo masculino é de 78% e no sexo feminino é de 70%. Em Rajpura, 11% da população está abaixo dos 6 anos de idade.